# Laurent Bouhy
Laurent Bouhy (Leuven, 1979) is een Belgisch stripauteur en inkleurder.
Bouhy werd door Jacques Martin in dienst genomen als inkleurder. Bouhy werkte vervolgens mee aan de decors voor Egypte 2 (2000) in de educatieve reeks De reizen van Alex.
In 2001 tekende Bouhy illustraties voor het album Athènes, dat niet naar het Nederlands werd vertaald.
- Système universitaire de documentation: 243680732
- Virtual International Authority File: 296127565